# US Open 2020 - Quad doppio
Dylan Alcott e Andrew Lapthorne erano i detentori del titolo e si sono riconfermati, battendo in finale Sam Schröder e David Wagner con il punteggio di 3-6, 6-4, [10-8].

## Teste di serie
1. Dylan Alcott /  Andrew Lapthorne (campioni)

1. Sam Schröder /  David Wagner (finale)

## Tabellone

### Legenda
| - Q = Qualificato - WC = Wild card - LL = Lucky loser | - ALT = Alternate - SE = Special Exempt - PR = Protected Ranking | - w/o = Walkover - r = Ritirato - d = Squalificato |

### Finale
|  | Finale |                               |   |   |      |  |
|  |        |                               |   |   |      |  |
|  | 1      | Dylan Alcott Andrew Lapthorne | 3 | 6 | [10] |  |
|  | 2      | Sam Schröder David Wagner     | 6 | 4 | [8]  |  |